# 马头岭乡
马头岭乡，是中华人民共和国湖南省郴州市苏仙区下辖的一个乡镇级行政单位。

## 行政区划
马头岭乡下辖以下地区：
马头岭社区、马头岭村、荷叶塘村、七洲村、株梓塘村、钟家村、太和村和板子楼村。